# Ailton Barcelos Fernandes
Ailton Barcelos Fernandes (Rio de Janeiro, 29 de novembro de 1947) é um político brasileiro.
Foi ministro da Indústria, do Comércio e do Turismo do Brasil, de 23 de dezembro de 1993 a 25 de janeiro de 1994.